# Loi sur les normes du travail
Lire en ligne

texte officiel

La Loi sur les normes du travail est une loi québécoise dictant les conditions minimales de travail auxquelles ont droit tous les salariés, ce qui exclut principalement les cadres supérieurs et les travailleurs autonomes.
La Loi sur les normes du travail et les règlements adoptés en vertu de cette loi édictent des normes portant entre autres sur le salaire minimum au Québec, les heures de travail, les vacances et jours fériés ainsi que sur la sécurité d'emploi. La Loi sur les normes du travail prévoit également plusieurs absences protégées, notamment en ce qui a trait au congé de maternité, congé de paternité, congé parental, congé pour obligations familiales et congé pour motifs médicaux.
L'institution responsable de l'application de cette loi est la Commission des normes, de l'équité, de la santé et de la sécurité du travail (CNESST) (anciennement la Commission des normes du travail (CNT)).